# Foltos hajhullás
A foltos hajhullás, körülírt hajhullás vagy alopecia areata a fejbőrt és minden olyan testrészt érintő autoimmun betegség, ahol szőrzet található.
Az alopecia areatában megbetegedő személyek foltokban veszítik el a szőrzetüket, leggyakrabban a hajukat, s egyszerre mintegy érményi nagyságú területen. A kialakulás oka, hogy az immunrendszer gyulladásos választ indít a hajhagymák ellen, s emiatt a haj kihullik, gyakran hirtelen, foltokban. Ez megjelenhet különösen a fejbőrön, de előfordulhat a szakállban, szemöldökben, szempillákban, sőt a testen máshol is. A hajhagymák ettől nem pusztulnak el teljesen, ezért a haj visszanőhet, de a betegség lefolyása kiszámíthatatlan.
A betegséget akár stressz is kiválthatja az erre hajlamos egyénekben, de a legtöbb esetben nincs beazonosítható közvetlen okozója. Lehet genetikai hajlam, vagy akár pajzsmirigy-probléma is a háttérben. Nem azonos a férfias típusú hajhullással (androgén alopecia).
A betegség tünetei a kerek vagy ovális, kopasz foltok a fejbőrön vagy más testrészeken. A foltok határai általában élesek, a bőr a foltokban sima és hegesedésmentes. Néha a körmökön is elváltozások (pl. bemélyedések) láthatók. Alopecia totalisnak nevezzük, amikor az egész fejbőr kopasz, és Alopecia universalisnak, amikor az egész testen kihullik a szőrzet.
Nincs ismert gyógymódja. Különféle módszerekkel lehet próbálkozni serkenteni a szőrnövekedést, például kortizoninjekcióval, cinktablettával, immunmoduláns szerekkel, minoxidil krémmel. Napvédők és a fej lefedése, valamint napszemüveg használata is szükséges lehet, utóbbi a szempillák hiánya esetében. Vannak, akiknél a szőr újranövekszik, és a betegség nem újul ki. Más esetekben a szőrvesztés és az újrakinövés évekig is tarthat. Azok esetében, akik a teljes testszőrzetüket elvesztik, kevesebb mint 10% az, akinek a későbbiekben visszanő a szőrzet.
Az emberek körülbelül 0,15%-a érintett egyszerre bármely időpontban, és az emberek 2%-a érintett egy bizonyos időpontban egyszerre. Általában már gyerekkorban vagy fiatal felnőttkorban kialakul ez a rendellenesség, férfiakat és nőket egyforma arányban érinti. A várható élettartamot nem befolyásolja.

## Fordítás
Ez a szócikk részben vagy egészben  az   Alopecia areata című angol Wikipédia-szócikk fordításán alapul.  Az eredeti cikk szerkesztőit annak laptörténete sorolja fel. Ez a jelzés csupán a megfogalmazás eredetét és a szerzői jogokat jelzi, nem szolgál a cikkben szereplő információk forrásmegjelöléseként.